# William Hartman Woodin, III
William Hartman Woodin, III est un herpétologiste américain, né le 16 décembre 1925.
Il fait ses études à l'université d'État de l'Arizona et entre en 1952 à l'Arizona-Sonora Desert Museum de Tucson. Il en devient le directeur en 1956, poste qu'il conserve jusqu'en 1971.